# Karl Petter Løken
Karl Petter Løken známý jako Kalle Løken (* 14. srpna 1966, Karlskoga, Švédsko, rodným jménem Karl Petter Löken) je bývalý norský fotbalový obránce či útočník a reprezentant.

## Klubová kariéra
Na klubové úrovni hrál fotbal v Norsku v mužstvech Rosenborg BK a Stabæk Fotball. S Rosenborgem nasbíral celou řadů domácích trofejí – 8 ligových titulů a čtyři double (čili navíc triumfy v norském poháru). Jedenkrát se stal nejlepším kanonýrem nejvyšší norské fotbalové ligy, v sezóně 1991 nastřílel v dresu Rosenborgu 12 gólů (22zápasová sezóna).

## Reprezentační kariéra
V A-týmu Norska debutoval 14. 11. 1987 v utkání v Sofii proti týmu Bulharska (prohra 0:4). Celkem odehrál v letech 1987–1995 za norský národní tým 36 zápasů a vstřelil 1 gól.
Zúčastnil se MS 1994 v USA.